# Cymbiola tamariskae
Cymbiola tamariskae is een slakkensoort uit de familie van de Volutidae. De wetenschappelijke naam van de soort is voor het eerst geldig gepubliceerd in 2004 door Sutanto & Patamakanthin.